# René Freund

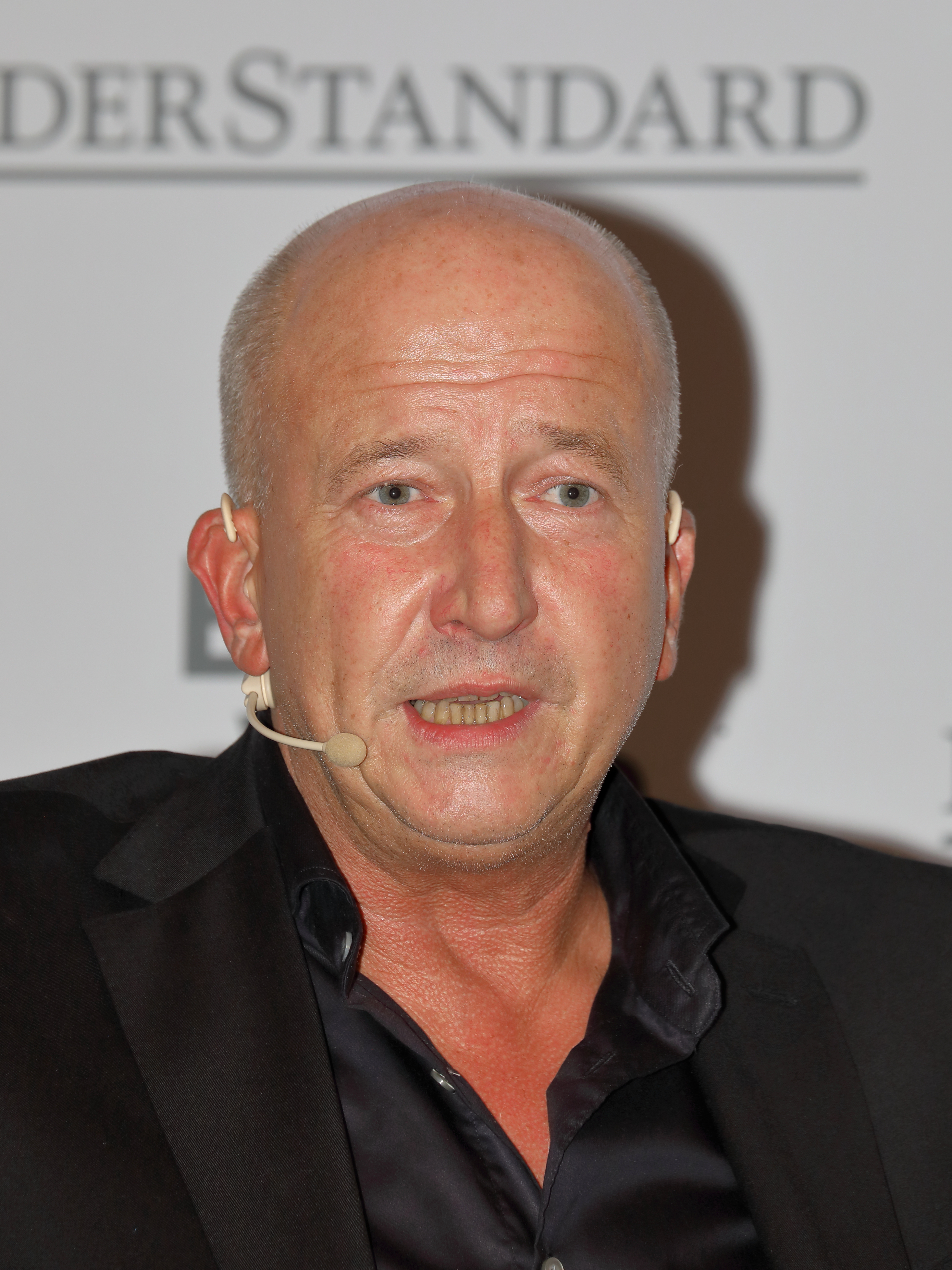
René Freund

René Maximilian Freund (* 14. Februar 1967 in Wien) ist ein österreichischer Schriftsteller.

## Leben
Der Sohn des 1979 verstorbenen Fernsehdirektors und Kulturmanagers Gerhard Freund arbeitete von 1988 bis 1990 als Dramaturg am Theater in der Josefstadt in Wien. 1992 schloss er an der Universität Wien sein Studium (Philosophie, Theaterwissenschaft und Völkerkunde) mit der Diplomarbeit Die Einflüsse des Okkultismus auf die Genese der nationalsozialistischen Weltanschauung ab; 1994 promovierte er mit der Dissertation Zum philosophischen Zusammenhang esoterischer und faschistischer Weltanschauungen zum Dr. phil.
René Freund schreibt Theaterstücke, Romane, Glossen, Sachbücher und ist auch als Übersetzer (Englisch, Französisch) tätig. In der Wiener Zeitung publizierte er jahrelang in der Feuilleton-Beilage „Extra“. Er schreibt regelmäßig die Kolumne „Der Gartenfreund“ für das Magazin Servus in Stadt & Land sowie eine Kolumne für den Kurier, Ausgabe Oberösterreich. Er ist seit 2011 Mitglied der Grazer Autorinnen- und Autorenversammlung. Er lebt in der oberösterreichischen Gemeinde Grünau im Almtal.

## Werke

### Theater/Film
- 1987 Deschek, Theaterstück
- 1993 Parteienverkehr, Komödie
- 1994 Solokabine, eine Peepshow für das Theater
- 1995 Am Sessellift, Theaterstück (Uraufführung am Volkstheater Wien 1997)
- 1996 Totenwache, Theaterstück
- 1998 Angstfleisch/Fleischangst (mit Petrus van der Let), Dokumentarfilm
- 1999 krieg eine groteske
- 2003 Schluss mit André, Komödie (Uraufführung am Tiroler Landestheater Innsbruck 2005; weitere Inszenierungen in Schwechat sowie in Berlin)
- 2005 Die goldene Nase, Komödie (Uraufführung bei den Komödienspielen im Schloss Porcia)
- 2006 Happy hours, (Uraufführung 2012 Freie Bühne Wieden)
- 2007 Herzfleisch – eine Schrammel-Collage (Uraufführung Juli beim Schrammel.Klang.Festival)
- 2008 Ausgespielt!, Komödie (Uraufführung Komödienspielen Porcia)
- 2009 Die  Geier-Wally. Schauspiel in 14 Bildern frei nach Motiven des Romans von Wilhelmine von Hillern. (Uraufführung Waldbühne Bromberg)
- 2010 Der Freischütz. Schauspiel nach Motiven der gleichnamigen Sage. (Uraufführung Waldbühne Bromberg)
- 2011 Jackpot oder die verspielte Großmutter, Komödie nach einer Idee von Hary Gugenberger (Uraufführung Waldviertler Hoftheater Pürbach)
- 2020 Swinging Bells, Komödie (Uraufführung Winterhuder Fährhaus, Hamburg), Rechte Thomas Sessler Bühnenverlag
- 2021 Corinna & David – eine virale Komödie, (Uraufführung Metropol Wien), Rechte Thomas Sessler Bühnenverlag

### Hörspiele
- 1989 Deschek – Ein Akt in 23 Teilen, Regie: Heinz-Wilhelm Schwarz, Produktion: ORF-S
- 1996 Am Sessellift, Regie: Adeline Schebesch, Produktion: ORF-K
- 2003 Theaterblut, Regie: Götz Fritsch, Produktion: ORF
- 2005 Schluss mit André, Regie: Götz Fritsch, Produktion: ORF
- 2007 Klinik unter Almen, Regie: Götz Fritsch, Komposition: Thomas Kohlwein; Produktion: ORF
- 2008 Bei mir wirst du schön, Regie: Ulrich Lampen, Produktion: SWR (= Klinik unter Almen als alemannisches Mundarthörspiel)
- 2008 Schluss mit André, Regie: Ulrich Lampen, Produktion: SWR (badisch-pfälzisches Mundarthörspiel)
- 2014 Liebe unter Fischen, Regie: Beatrix Ackers, Komposition Max Nagl, Produktion: NDR

### Bücher
- Braune Magie? Okkultismus, New Age und Nationalsozialismus. Picus, Wien 1995, ISBN 3-85452-271-1
- Land der Träumer. Zwischen Größe und Größenwahn: Verkannte Österreicher und ihre Utopien. Picus, Wien 1996, ISBN 3-85452-403-X
- Aus der Mitte. Skizzen aus dem Salzkammergut. Picus, Wien 1998, ISBN 3-85452-702-0
- Bis ans Ende der Welt. Zu Fuß auf dem Jakobsweg. Picus, Wien 1999, ISBN 3-85452-722-5
- Wiener Theaterblut. Roman. Picus, Wien 2001, ISBN 3-85452-452-8
- Stadt, Land und danke für das Boot. Realsatiren. Picus, Wien 2002, ISBN 3-85452-460-9
- Wechselwirkungen. Roman. Picus, Wien 2004, ISBN 3-85452-482-X
- Donau, Stahl und Wolkenklang. Linzer Augenblicke. Picus, Wien 2008, ISBN 978-3-85452-943-9
- Liebe unter Fischen. Roman. Deuticke, Wien 2013, ISBN 978-3-552-06216-0
- Mein Vater, der Deserteur. Eine Familiengeschichte. Deuticke, Wien 2014, ISBN 978-3-552-06256-6
- Niemand weiß, wie spät es ist. Roman. Deuticke, Wien 2016, ISBN 978-3-552-06330-3
- Ans Meer. Roman. Deuticke, Wien 2018, ISBN 978-3-552-06371-6
- Swinging Bells. Roman. Deuticke, Wien 2019, ISBN 978-3-552-06400-3
- Das Vierzehn-Tage-Date. Roman. Zsolnay, Wien 2021, ISBN 978-3-552-07234-3
- Wilde Jagd. Roman. Zsolnay, Wien 2023, ISBN 978-3-552-07367-8

## Auszeichnungen
- 1987 Literaturpreis der Stadt Villach
- 1998 Talentförderungsprämie des Landes OÖ für Literatur
- 2003, 2005 Dramatikerstipendien des Bundes
- 2005 Jubiläums-Stipendium der Literar-Mechana
- 2006 Dramatikerstipendium der Stadt Wien
- 2009 Staatsstipendium für Literatur sowie Adalbert-Stifter-Stipendium des Landes Oberösterreich